# Gádoros vasútállomás
Gádoros vasútállomás egy Békés vármegyei vasútállomás, Gádoros településen, a MÁV üzemeltetésében. A község déli szélén helyezkedik el, nem messze a vasútvonal és a 4407-es út keresztezésétől; közúti elérését az utóbbiból nyugatnak kiágazó 44 307-es számú mellékút teszi lehetővé.

## Vasútvonalak
Az állomást az alábbi vasútvonalak érintik:
- Kiskunfélegyháza–Orosháza-vasútvonal

## Kapcsolódó állomások
A vasútállomáshoz az alábbi állomások vannak a legközelebb:
- Újváros megállóhely
- Justhmajor megállóhely

## Forgalom
| Járat        | Útvonal | Gyakoriság |
| ------------ | --- | ---------- |
| személyvonat | Szentes – Dónát – Pusztatemplom – Fábiánsebestyén – Újváros – Gádoros – Justhmajor – Szentetornya – Gyopárosfürdő – Orosháza | Napi 3 pár |